# اباستومانی
اباستومانی (به لاتین: Abastumani) یک شهرک در گرجستان است که در سامتسخه-جاواختی واقع شده‌است.